# Crocus asumaniae
Crocus asumaniae là một loài thực vật có hoa trong họ Diên vĩ. Loài này được B.Mathew & T.Baytop miêu tả khoa học đầu tiên năm 1979.